# Tomboy Bessie
Tomboy Bessie é um filme de comédia dos Estados Unidos de 1912 em curta-metragem. O filme mudo foi estrelado e dirigido por Mack Sennett com Mabel Normand. A produção foi filmada no estado da Califórnia.